# Haus zum Schwert (Zürich)

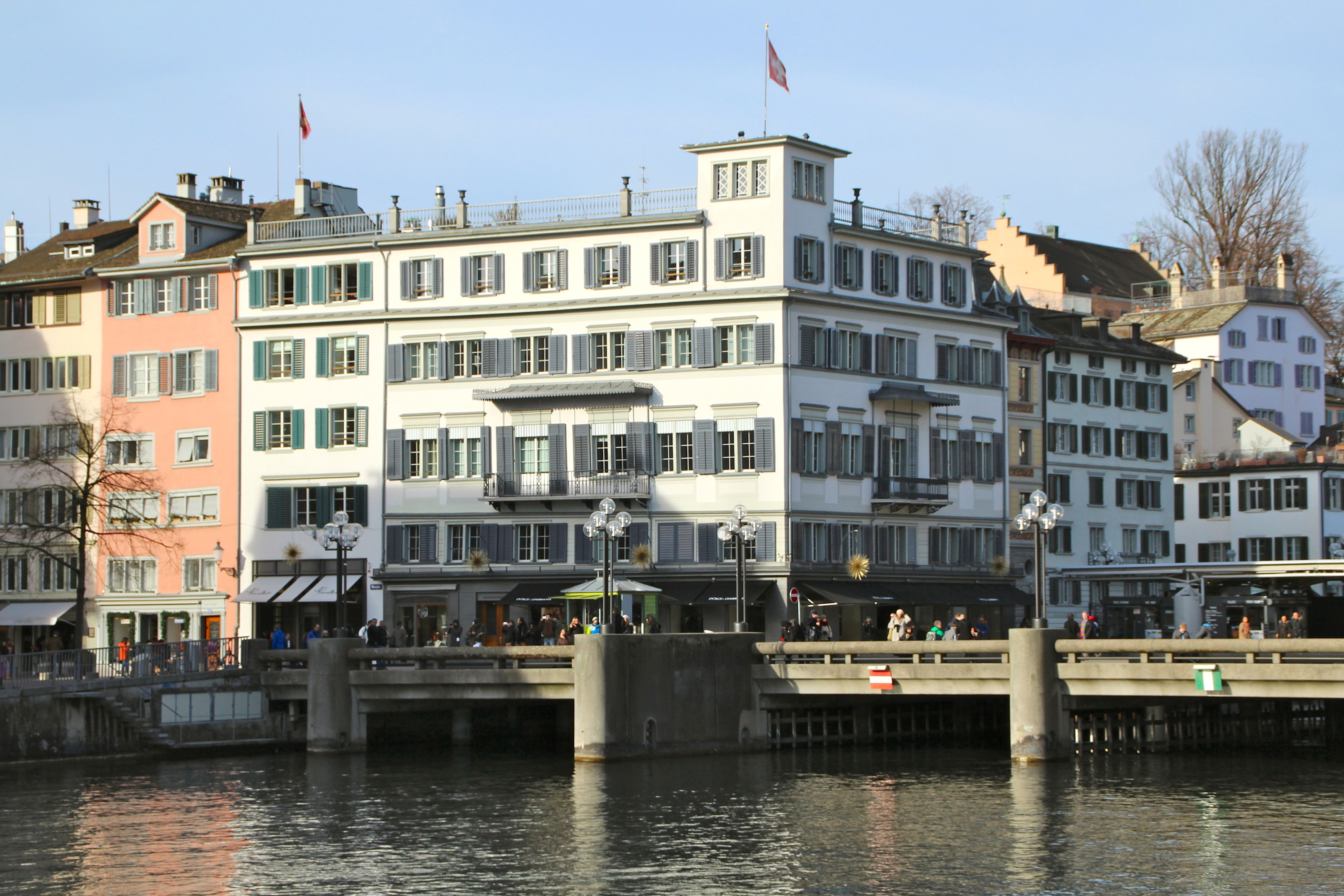
Das «Haus zum Schwert»

Das Haus zum Schwert ist ein aus dem Mittelalter stammendes Gebäude in der Altstadt von Zürich und steht am linken Ufer der Limmat am Weinplatz 10. Trotz verschiedener Um- und Erweiterungsbauten hat sich die ursprüngliche Bausubstanz der beiden Türme erhalten, aus denen das heutige «Haus zum Schwert» zusammengewachsen ist. Durch archäologische Untersuchungen in den Jahren 1990–1994 konnten die baugeschichtlichen Zusammenhänge weitgehend geklärt werden.

## Lage
Das Haus steht an der Stelle der einstigen römischen Schiffanlegestelle im Vicus Turicum. An der Brücke aus der Römerzeit entwickelte sich aus den beiden Schwerttürmen im Mittelalter ein Brückenkopf. Die natürliche Bucht wurde im zweiten Viertel des 13. Jahrhunderts aufgefüllt, auf dem Platz wurde das städtische Kornhaus gebaut. Nach einem Unfall mit einem Kornfuhrwerk wurde das Kornhaus 1620 wieder abgebrochen, um «einen hübschen Platz» zu gewinnen, den heutigen Weinplatz. Das Kornhaus wurde limmataufwärts neu gebaut.

## Geschichte
Die erste Erwähnung des Hauses stammt aus dem Jahr 1265, als Ritter Jakob Mülner die Hofstatt oberhalb seines Wohnturmes an die Abtei des Klosters Fraumünster übertrug. Als dessen oberster Dienstherr erhielt er es anschliessend als Lehen zurück.
Wie lange die Mülner das Haus an der Unteren Brücke bewohnten, ist nicht klar. Gotfried I. Mülner (1291–1336) dürfte den Turm wohl noch bewohnt haben. Von den Töchtern Gotfrieds II., der im Umfeld der österreichischen Herzöge lebte, gelangte der Komplex 1406 an den Zürcher Wirt Hans Brunner, der darin einen Gasthof einrichtete.

## Der vordere Schwertturm
Erbaut wurde der «Vordere Schwertturm» in der ersten Hälfte des 13. Jahrhunderts. Er war aus Bossenquadern gemauert und spiegelte mit seiner vornehmen Bauweise die soziale Stellung Mülners als Reichsvogt wider. Der Turm hatte einen quadratischen Grundriss von 8 × 8 m und war 14,5 m hoch. Die Mauerdicke betrug im Erdgeschoss 1,8 m, im Dachgeschoss noch 1,25 m. Der Zugang in das Erdgeschoss erfolgte über den Hof auf der Nordseite, in die oberen beiden Geschosse führten hölzerne Treppen und Lauben zu Hocheingängen. An den Turm angelehnt waren Krämerbuden, die ihre Waren gegen den neuen Weinplatz hin anboten. Das Gebäude im Westen des Turmes, der «Ziegel», wurde gegen das Ende des 13. Jahrhunderts gebaut.
1272 wird eine Laube ausserhalb des gemauerten Turms erwähnt, die wohl zu einem hölzernen Vorbau auf die Limmat gehörte. Im ausgehenden 13. Jahrhundert wurde auf der Westseite ein steinerner Anbau errichtet, das «Haus an dem Turm».

### Der hintere Schwertturm
Zwischen 1287 und 1292 errichtete Jakob Mülners Sohn Rudolf wenige Meter limmatabwärts den rechteckigen «Hinteren Schwertturm», das so genannte Trottenhaus, dessen Schmalseite gegen die Limmat ausgerichtet war. 1292 wird Rudolf erwähnt als Besitzer eines Hauses an der nidrun brugge hindan sowie einer Trotte. Die Uferverbauung war spätestens zu diesem Zeitpunkt zur Vergrösserung des Hofareals rund 5 m in die Limmat hinaus erweitert worden. Das Portal im 1. Obergeschoss war durch Aussentreppen erschlossen. Die Längsseite des etwa 8 m hohen Gebäudes mit seinem Grundriss von 10,5 × 13,8 m richtete sich gegen den vorderen Turm. Zwischen den beiden Gebäuden lag ein Hof. Das vermutete hölzerne Obergeschoss wurde im ersten Viertel des 14. Jahrhunderts durch zwei massive Stockwerke ersetzt, wodurch das Gebäude die gleiche Höhe wie der vordere Turm erreichte. Gedeckt war der Bau mit einem Walmdach.

### Der Ständerbau 1345

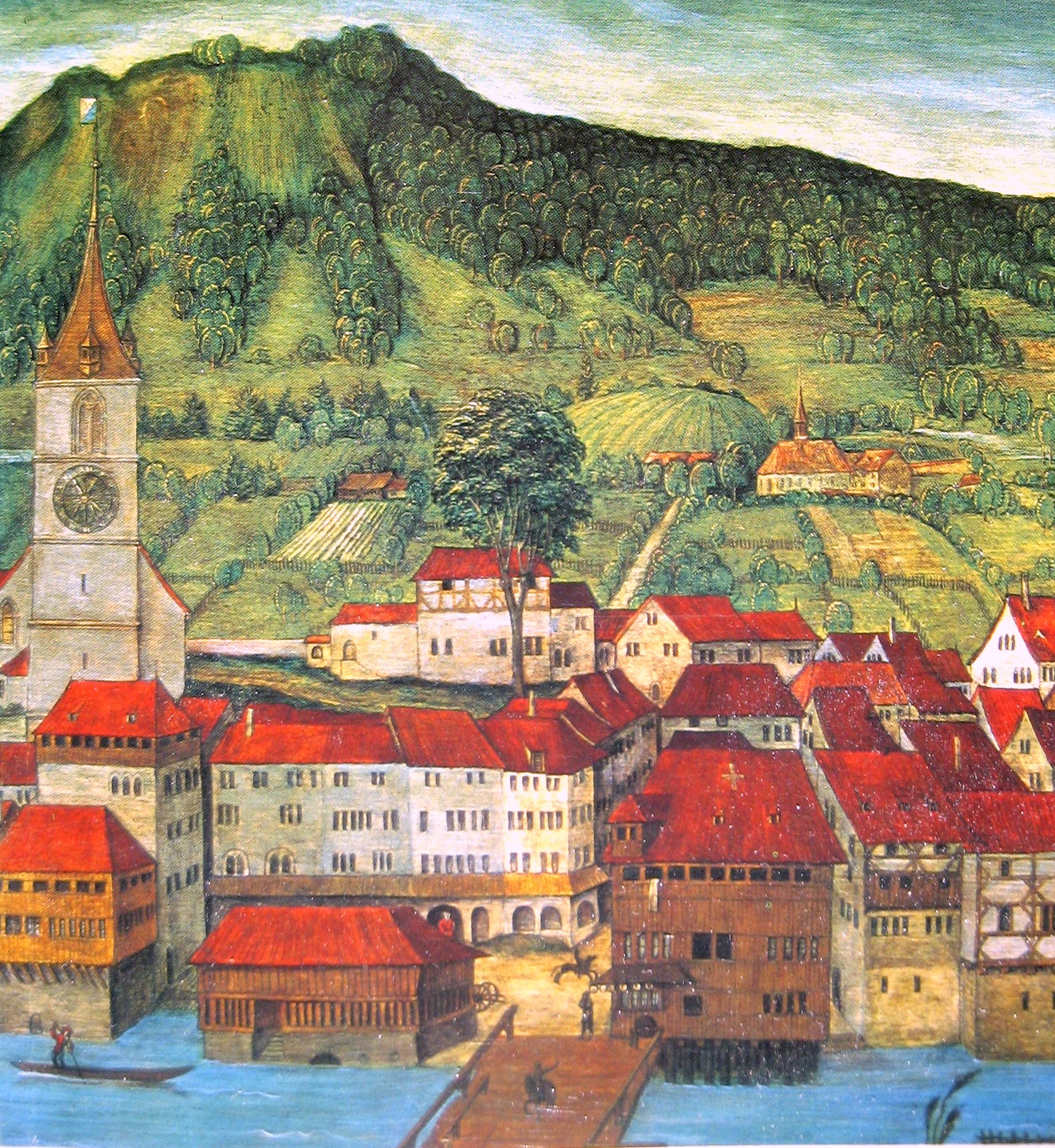
Das «Haus zum Schwert» um 1500 auf der rechten Seite des Weinplatzes

Der Raum zwischen den beiden Gebäuden war gegen den Fluss hin mit hölzernen Kramläden verstellt, die 1343 von einem Hochwasser weggerissen wurden: Anno Domini 1343, 24, July war die Lindmat also gross, dass sy zu Zürich das gross Hauss an der Nideren prucken (yetz (1548) zum Roten Schwärt) domals Herr Hans Müllern zugehörig, hinweg fürt, das zerstiess den Müllisteg und schwemmt drey mülli mit jm dahin.
Danach wurde auf der Limmatseite ein hölzernes Gebäude mit einem Grundriss von 18 × 18 m errichtet, das an die beiden stehengebliebenen Türme anschloss und zum grossen Teil auf in den Fluss gerammten Pfählen stand. Dendrochronologische Nachweise von erhaltenem Holz ergaben eine Fällzeit im Jahr 1344/45.
Mit diesem Bau hatte der dreigeschossige Komplex seine heutige Ausdehnung erreicht. Aus dieser Zeit stammt die Abbildung von Hans Leu dem Älteren. Es zeigt den neuen Ständerbau mit seinem Aufzugserker auf der linken Dachseite. Das weisse Leintuch, das aus einem Fenster im zweiten Stock hängt, weist auf verfügbare freie Zimmer hin.

## Der Gasthof

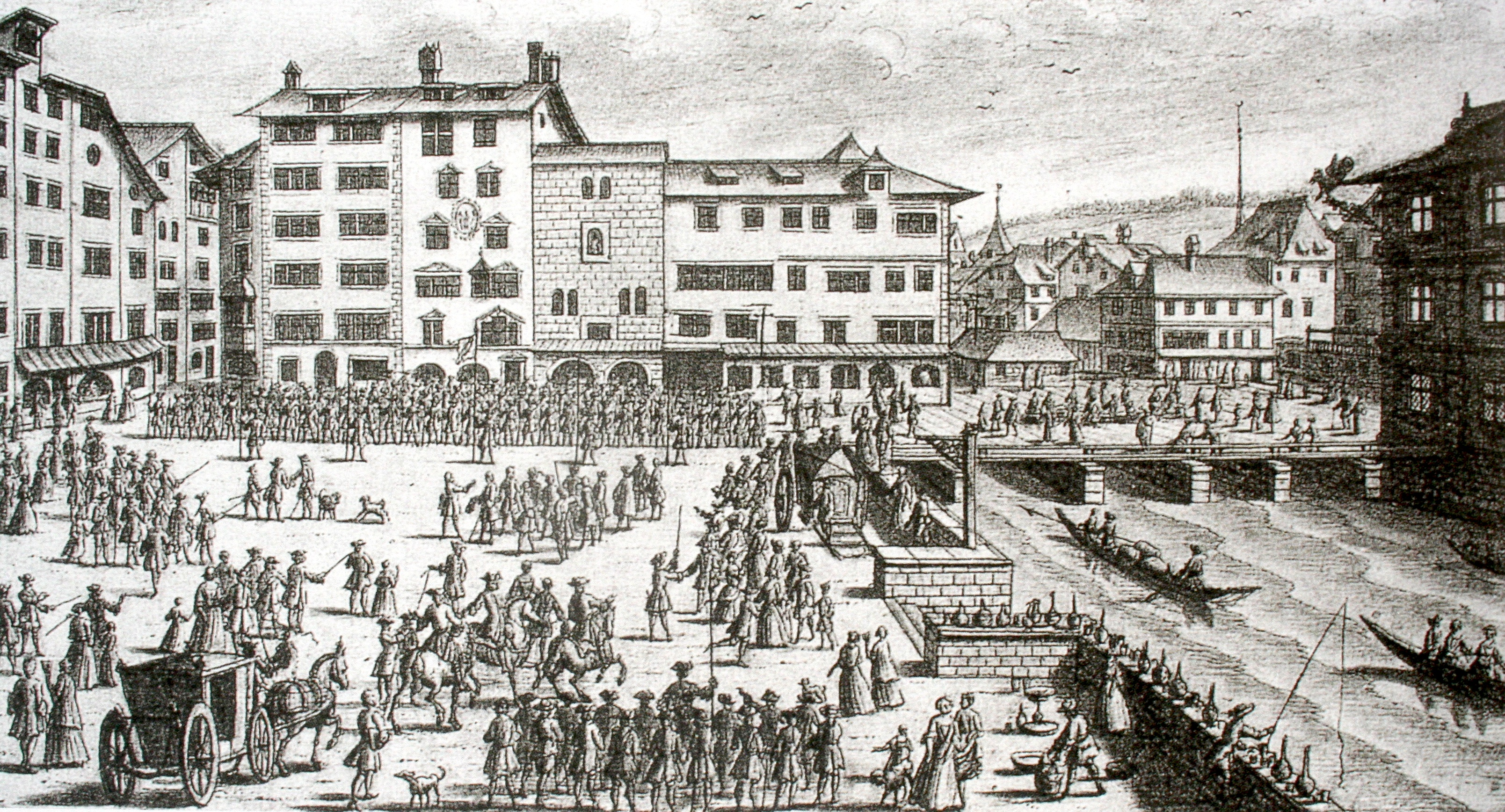
Das «Haus zum Schwert» um 1755, Ansicht von Süden

Am Anfang des 15. Jahrhunderts ging die Liegenschaft an den Wirt Hans Brunner über, der 1421 darin die von der Obrigkeit konzessionierte «Zürcherische Standesherberge» eröffnete. 1454 wird erstmals der Name «Schwert» erwähnt, und bis in die Mitte des 16. Jahrhunderts wurde es «Zum Roten Schwert» genannt.
1534 wurde der hölzerne Bau mit einer Mauer unterfangen. Die stockwerkweisen Auskragungen erfolgten anlässlich grösserer Sanierungen und waren 1549 abgeschlossen. Bis 1563 wurden durch den Wirt Jakob Bluntschli weitere Umbauten vorgenommen. 1556 wurde ein Saal eingerichtet, für den die Eidgenössische Tagsatzung Wappenscheiben von Jos Murer stiftete.
1612 gelangte das «Schwert» durch Heirat in den Besitz von Hans Ott, in dessen Familie das Haus fast drei Jahrhunderte und sieben Generationen lang bleiben sollte. 1650 verfügte das Hotel über neun Doppel- und sieben Einzelzimmer sowie zahlreiche Kammern. Die Ställe befanden sich im Hof (heute Schipfe 3), der durch eine Durchfahrt erreicht wurde. Nach 1690 wurde das Haus um ein Stockwerk erhöht und verfügte fortan über 40 Betten. Im Erdgeschoss waren zwölf Läden untergebracht. 1742 wurde von Peter Ott für seinen Sohn ein Zuckerbäckerbetrieb eingerichtet, der mit seinen Süsswaren das Hotel belieferte.

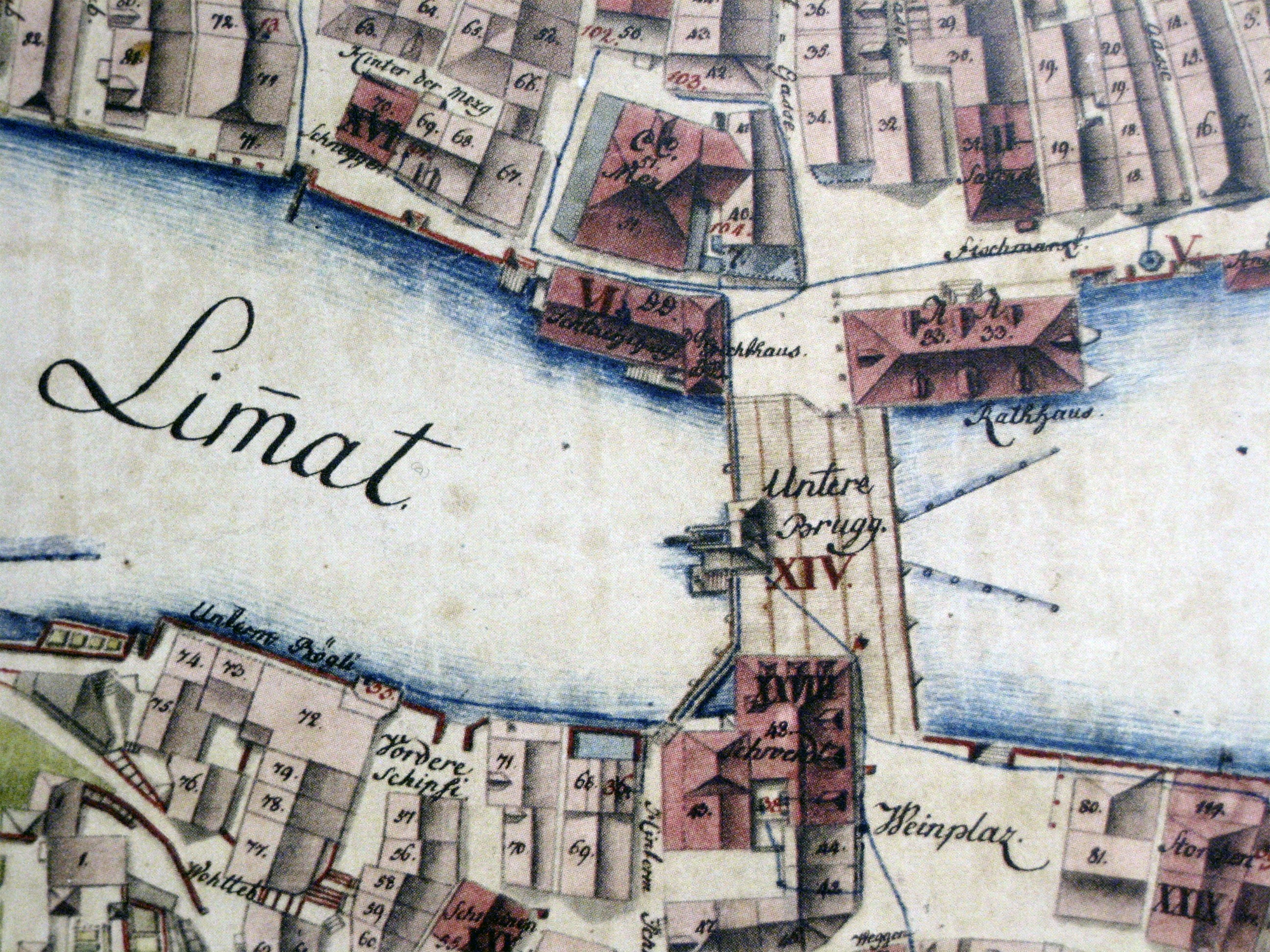
Haus zum Schwert auf dem Müllerplan 1793

1762/63 führte der miserable und baufellige Zustand des «Schwertes» zu einem umfassenden Umbau. Unter anderem wurden eine zentrale Küche eingebaut, die Auskragungen ausgeglichen und ein weiteres Stockwerk aufgesetzt. Anstelle der Butzenscheiben wurden Glasscheiben eingesetzt. Über der Limmat wurde ein mehrgeschossiger Aborterker gebaut. Durch einen Verputz der Fassaden und aufgemalte Eckquader erhielt das Haus das Aussehen eines Steinbaus.

## Prominente Gäste
Unter der Leitung der Familie Ott wurde das «Hôtel de L’Epée» zu einem der ersten Häuser in Europa. Seine Glanzzeiten erlebte das Haus im 17. und 18. Jahrhundert.
Das «Schwert» war ein kultureller Mittelpunkt Zürichs, in dem zahlreiche prominente Gäste abstiegen. Unter ihnen waren
- die Regenten Zar Alexander I. von Russland, König Friedrich Wilhelm III. Von Preussen, König Gustav Adolf IV. von Schweden, Herzog Carl August von Sachsen-Weimar, Kaiser Joseph II. von Österreich und Kaiser Louis Napoleon von Frankreich,
- die Generäle Friedrich von Hotze, André Masséna und Michel Ney,
- die Schriftsteller Alexandre Dumas,  Sophie von La Roche, Giacomo Casanova, Johann Wolfgang von Goethe, Ludwig Uhland, Madame de Staël und Victor Hugo,
- der Philosoph Johann Gottlieb Fichte,
- der Physiker Alessandro Volta,
- der Maler Johann Jakob Aschmann,
- die Komponisten Leopold Mozart, Wolfgang Amadeus Mozart, Johannes Brahms, Franz Liszt, Richard Wagner und Carl Maria von Weber.

1766 nächtigte hier dir die Familie Mozart nach einem Konzert im Musiksaal.
Die Dichterin Sophie von La Roche begeisterte sich für den See und das «Eissgebürge», welche sie von ihrem Hotelfenster aus sehen konnte.
Als Hauslehrer der Kinder von Anton Ott wirkte von 1788 bis 1790 der Philosoph Johann Gottlieb Fichte, ein Hauptvertreter des Deutschen Idealismus und verfasste hier Teile seines Frühwerks.
Auch der Schriftsteller Victor Hugo übernachtete auf seiner Schweizer Reise im «Schwert», wurde jedoch am 9. September 1839 frühmorgens von den vor dem Gasthof ausbrechenden Unruhen des Züriputsches geweckt.

## Spätere Hausgeschichte
1838 wurde an der Poststrasse das «Hôtel Baur-en-Ville» eröffnet. Dadurch erhielt das «Schwert» eine Konkurrenz, gegen die es sich langfristig nicht durchsetzen konnte. Nach vielen Besitzerwechseln ging mit dem Ersten Weltkrieg eine Ära zu Ende: 1918 wurde das Haus an den Kanton Zürich verkauft und beherbergte einige Jahre lang das kantonale Steueramt. 1938 wurde es Geschäftssitz der Firma Samen Mauser, 1981 kaufte es die Schweizer Rückversicherung. Anlässlich der letzten Renovationen von 1990 bis 1994 wurde der Zustand von vor 1852 wiederhergestellt. Die beiden früher entfernten Balkone wurden wieder angebaut und im Inneren der historische Bestand gesichert.
Heute sind im «Haus zum Schwert» Läden und Büros untergebracht sowie eine Wohnung im Dachstock.

## Galerie

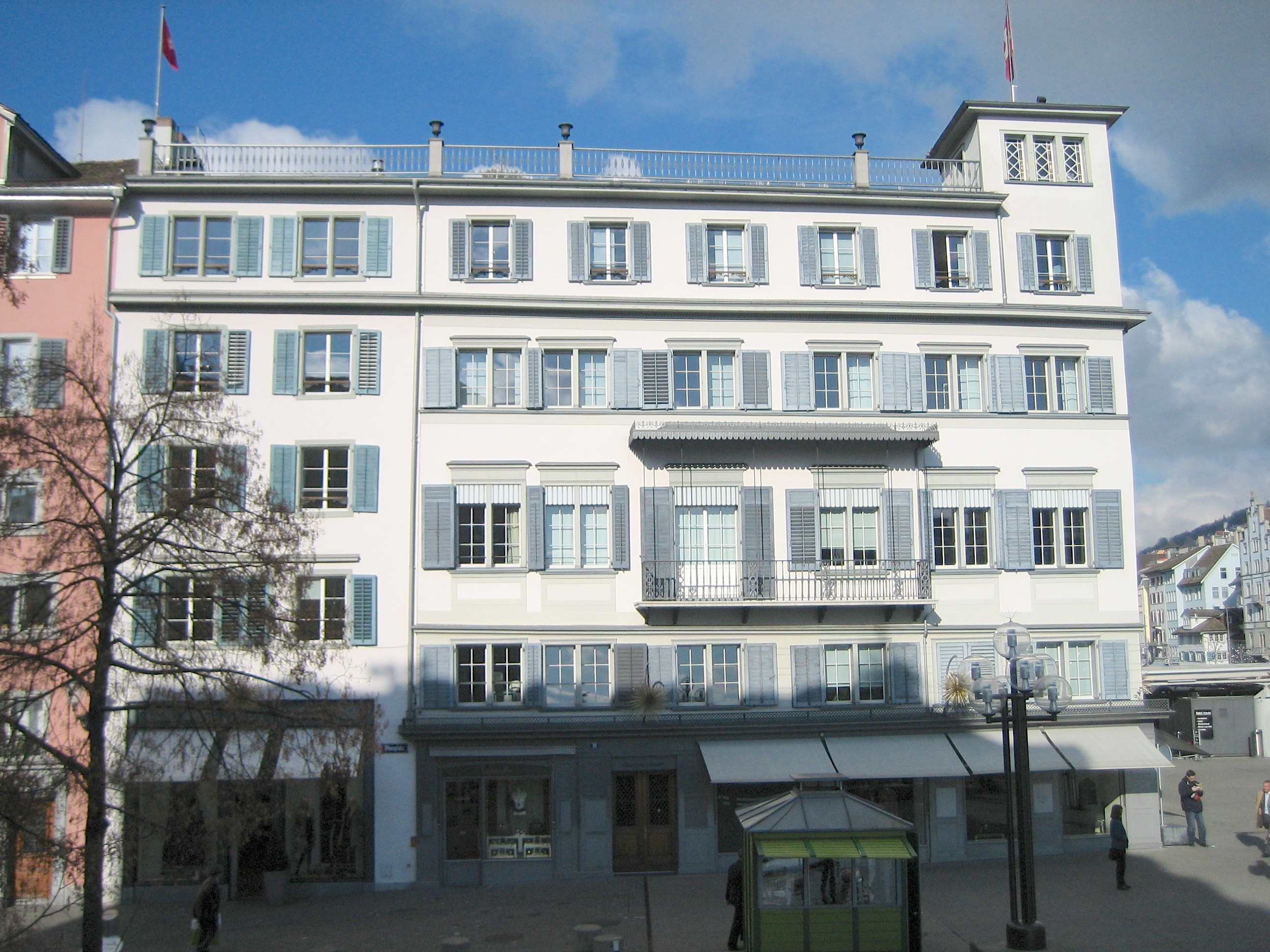
Das «Haus zum Schwert»
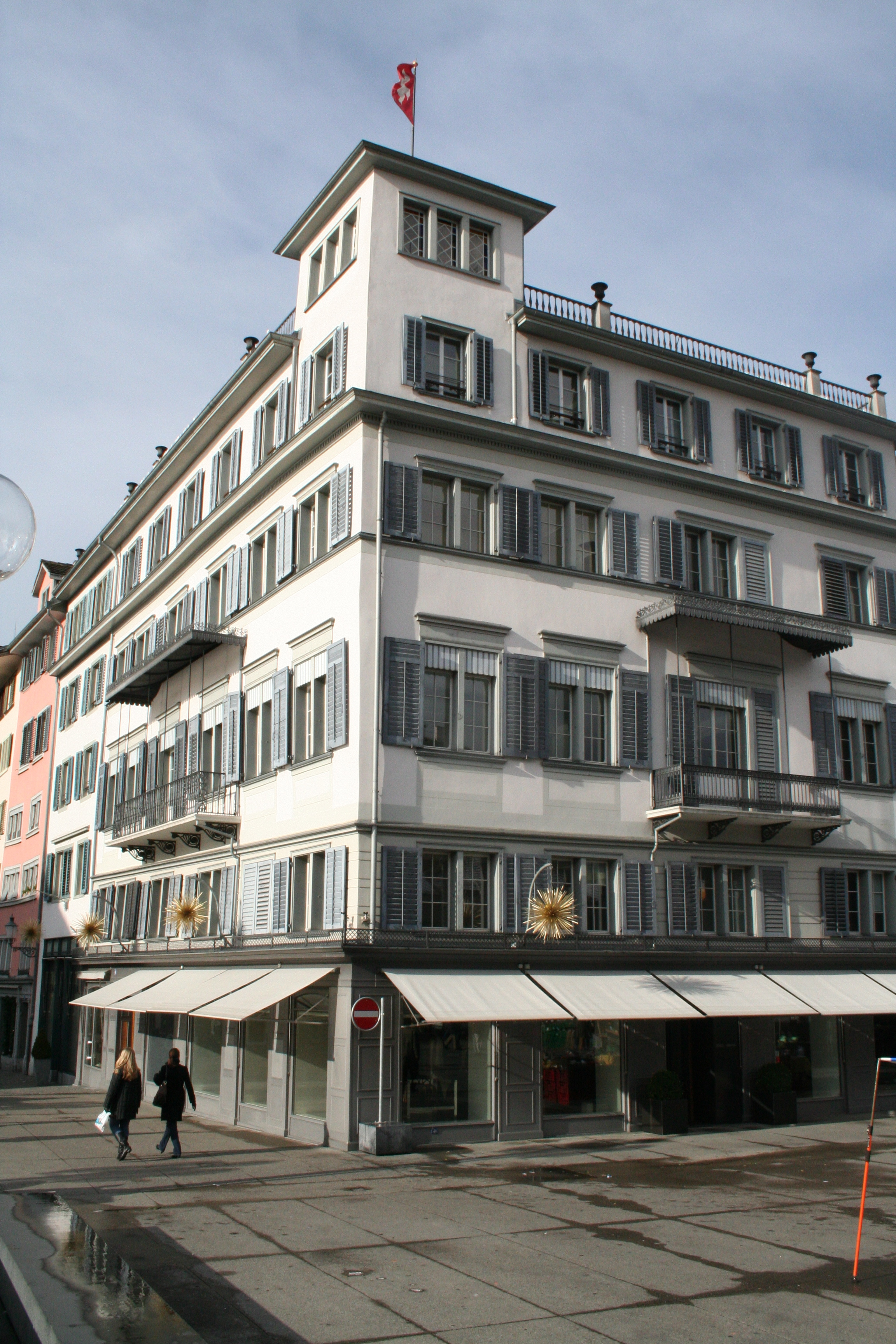
Ansicht von Südosten
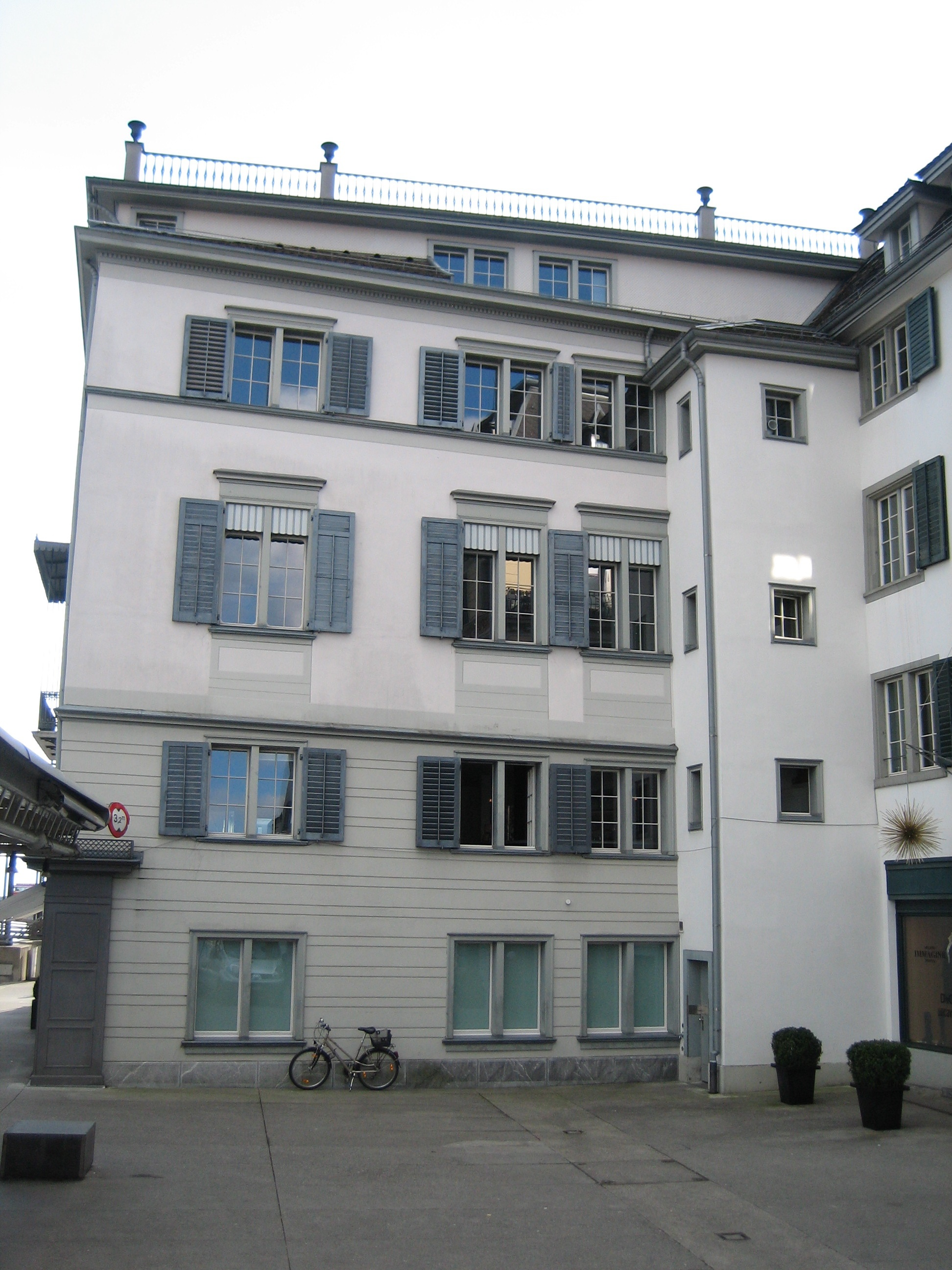
Ansicht von Norden
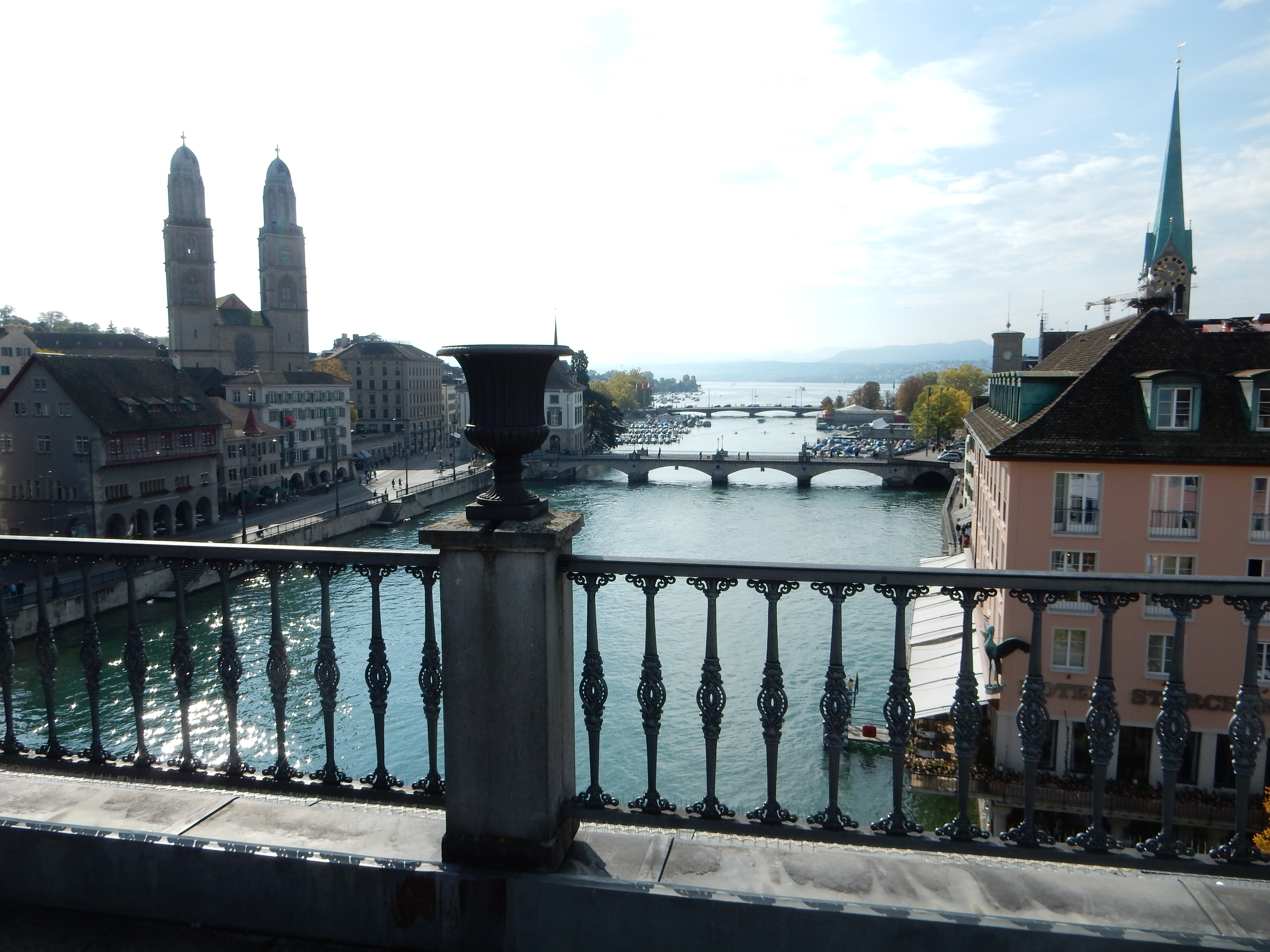
Aussicht vom Haus zum Schwert
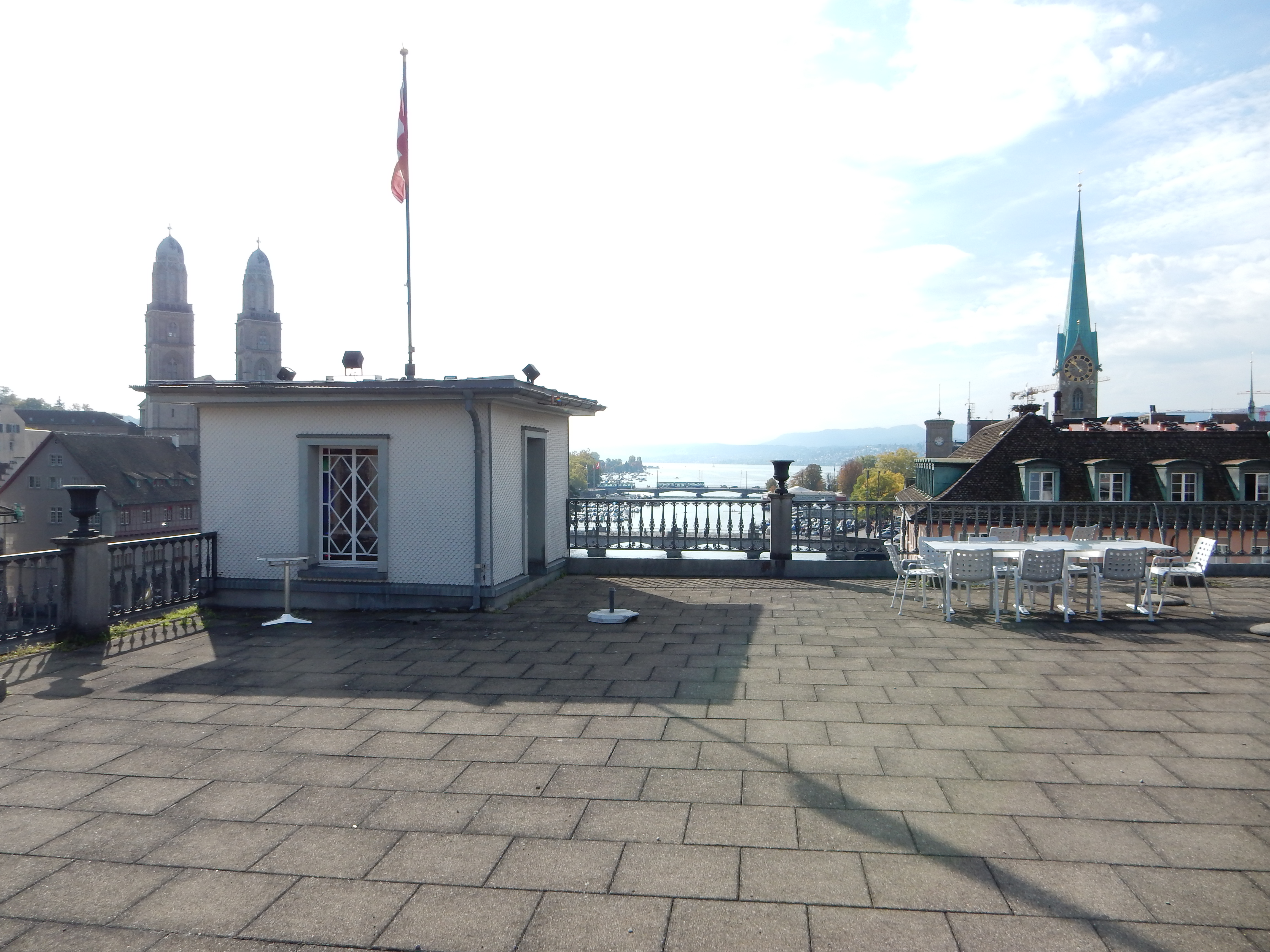
Dachterrasse